# Trusted Solaris
Trusted Solaris — основанная на Solaris операционная система с гарантированной безопасностью  компании Sun Microsystems. Использует модель принудительного контроля доступа.
Части Trusted Solaris:
- Аккаунтинг
- Контроль доступа, основанный на ролях
- Аудит

Trusted Solaris 8 сертифицирована по Common Criteria по уровню EAL4+ в профилях защиты (protection profiles) CAPP, RBACPP и LSPP.
Некоторые свойства Trusted Solaris, такие как fine-grained привилегии, являются частью Solaris 10. В 2006 году Sun заявила о разработке нового компонента Solaris Trusted Extensions, который даст Solaris 10 дополнительные свойства, чтобы она стала преемником Trusted Solaris. Solaris Trusted Extensions является одним из проектов OpenSolaris.